# Think About Life
Pour leur album, voir Think About Life (album).
Think About Life est un groupe de rock indépendant canadien, originaire de Montréal, au Québec. Formé en 2005, il comprend trois membres ; Matt Shane, Graham Van Pelt (aussi de Miracle Fortress), et Martin Cesar (anciennement de Donkey Heart). 
Le premier album du groupe, Think About Life, est paru en 2006 sur Alien8 Recordings. Le groupe s'est produit à plusieurs reprises aux États-Unis et a déjà assuré les premières parties de Wolf Parade et Art Brut.

## Biographie

### Origines
Le groupe est formé par le batteur Matt Shane et le claviériste Graham Van Pelt. Le troisième membre de Think About Life, le chanteur Martin Cesar,, enregistre et joue aussi sous le nom de Dishwasher. Il a publié un CD-R chez Pink Triforce Tapes. Cesar a aussi chanté au sein d'un autre groupe rock indépendant de Montréal, Donkey Heart. Graham Van Pelt est un ingénieur studio actif à Montreal, et a produit nombre de groupes locaux. Il a aussi son propre projet, Miracle Fortress.

### Débuts
Le premier album homonyme du groupe, Think About Life, est publié en 2006 par Alien8 Recordings. Ils commencent à tourner aux US à la fin 2005, avec Beaver Sheppard en remplacement de Martin, ouvrant pour Wolf Parade et plus tard Art Brut. John Wenzel du Denver Post considère Think About Life comme « le nouveau Liars. » Durant cette période, le groupe tourne au Canada et au Japon. L'artiste de Montréal Brendan Reed enregistre et tourne avec le groupe entre 2007 et 2008. Le groupe sort un CD exclusive, Paul Cries 7", chez Every Conversation Records.

### Family
Le 26 mai 2009, Think About Life publie Family, leur deuxième album chez Alien8 Recordings,.  Peu après la sortie de l'album, un quatrième membre est ajouté au groupe. Caila Thompson-Hannant, de Miracle Fortress, Shapes and Sizes et Mozart's Sister, was est recrutée à la basse et au chant. Peu après, Matt Shane quitte le groupe et est remplacé par Greg Napier, de Special Noise. Le 13 octobre 2009, l'album est sorti aux US. Il sort au Japon le 27 octobre 2009 chez Escalator Records.
Depuis la sortie de Family, le groupe tourne avec Franz Ferdinand, Ratatat, Stars, You Say Party! We Say Die!, Ponytail, et Land of Talk.

### Retour
En été 2017, le groupe est annoncé pour la 16e édition de Pop Montreal, leur premier concert en cinq ans.

## Discographie
- Think About Life (Alien8 Recordings, 2006).
- Family (Alien8 Recordings, 2009).